# 무풍지대
《무풍지대》(無風地帶)는 1989년 6월 28일부터 1989년 9월 7일까지 매주 수요일, 목요일 밤 9시 50분에 KBS 2TV에서 방송되었던 미니 시리즈로, 유지광의 참회록 자서전적 소설인 "대명"을 토대로 만든 드라마 및 시대극이다.

## 등장 인물
- 조경환 : 이정재 역
- 나한일 : 유지광 역
- 김성겸 : 김사범 역
- 권성덕 : 이기붕 역
- 연규진 : 임화수 역
- 김성찬 : 차민섭(눈물의 곡절) 역
- 유혜영 : 이영숙 역
- 이종남 : 민희라 역
- 백인철 : 이석재 역
- 박영목 : 장경근 역
- 이정웅 : 박석진 역 (김동진)
- 이운우 : 곽영주 역
- 정영숙 : 박마리아 역 - 이기붕의 처
- 양영준 : 민교수 역
- 이현두 : 사마귀 역
- 박해상 : 권상사 역
- 안해숙
- 백찬기 : 휘발유(본명 고경수) 역
- 유종근 : 부루독(본명 신상현) 역
- 이해룡 : 이화룡 역
- 이인철 : 김영삼 역
- 김영인 : 김두한 역
- 이영
- 박건식 : 시라소니 역
- 김성일 : 김태련(낙화유수) 역
- 곽경환 : 김철수 역
- 이경영 : 망치 역
- 이한위 : 유도환 역
- 민욱 : 최인규 역
- 하대경 : 이승만 역
- 박인환 : 유진산 역
- 양택조 : 조병옥 역
- 오대규 : 이강석 역
- 맹호림 : 한희석 역
- 신구 : 장면 역
- 원근희 : 윤보선 역
- 문풍지 : 김희갑 역
- 신종섭 : 박정희 역
- 천호진 : 군사혁명정부군검찰수사관역 중령 역
- 김해권 : 최순주 역
- 오현섭 : 황소 역
- 정동남
- 정진화
- 황민 : 독사 역
- 장기용 : 신도환 역
- 김시원 : 김상호 역
- 김호영 : 홍대호(홍영철) 역
- 기정수 : 거봉(임화수의 측근) 역
- 박용식 : 현도스님(무술스님) 역
- 송석호 : 박광남 변호사 역
- 유병준 : 아오마스 역
- 서학 : 최영규 역
- 황덕재
- 이정훈

## 같이 보기
- 《야인시대》

## 특이 사항
- 유지광 역의 나한일과 이영숙 역으로 나온 유혜영은 이 작품 이후 결혼에 성공했다[1].
- 해동검도가 대중들에게 알려지는 계기가 되었다.
- 해당 프로그램은 유튜브를 통해 시청 가능하며, 일부 중간 회차는 무성문화영상의 기증 영상이 사용되었다. 이로 인해 일부 장면은 화질이 다소 밝게 처리되었거나, 음성의 품질 및 일관성이 떨어지는 경우가 있다.

## 논란
방송위원회(현 방송통신심의위원회)는 1989년 8월 3일 정기회의에서, 무풍지대가 정치깡패를 미화시키고 폭력을 과다 묘사했다는 이유로 한국방송공사 측에 사과 명령을 내렸다. 또한 무풍지대 내용 중에는 "진정한 협객들의 의리가 통하고 진실이 통하는 길을 만들겠다"이라며, "젊은 조직과 인재를 흡수해 천하통일 새로운 협객의 시대를 만들어야하며 오직 힘" 등의 폭력배를 미화 우상화시키는 내용 때문에, 논란의 소지가 많다는 지적이 있었다.